# Стоун Саур
Стоун Саур (на английски: Stone Sour) е американска рок група от Де Мойн, Айова.

## История

### Началото
Преди създаването на групата 1992, вокалистът Кори Тейлър е много добър приятел с Шон Економаки (бас), заедно създават групата, което им отнема близо 10 години. Издават първия си албум чак през 2002 г., който се казва „Stone Sour“. Трите сингъла от първия им албум са влезли в MTV – „Get Inside“, „Bother“  и „Inhale“. Втория сингъл бил определен първоначално за соло на вокалът на групата – Кори Тейлър.
Албумът печели две номинации за „Get Inside“ и „Bother“, той става златен с продажби над 500 000 копия. Песента „Bother“ е саундтрак на филмът „Spider-Man“.

### Втори студиен албум
Групата се завръща отново през 2006 година с втория си студиен албум „Come what (ever) may“. Тогава те се разделят с Джоел Екмън, за да остане при синът си, който по-късно починал от рак на мозъка. След време назначават настоящият барабанист Рой Майорга.
Албумът е създаден 2006 г., продадени са 80 000 копия първата седмица, което ги изпраща на четвърто място в Билборд 200. След Live in Moscow, Кори Тейлър и Джеймс Руут се завръщат в Слипнот за четвъртия студиен албум „All hope is gone“. По време на работата си със Слипнот, Кори споменава за нов проект – негов соло-албум.

## Състав
| Настоящи членове - Кори Тейлър – вокали, китара (1992 – 1997; 2000– ) - Джош Ранд – китара (1993; 2000– ), бас (2000 – 2001) - Рой Майорга – барабани (2006– ) - Джони Чоу – бас (2012– ) - Кристиан Мартучи – китара (2014– ) |  | Предишни членове - Джоел Екмън – барабани (1992 – 1997; 2000 – 2006) - Шон Економаки – китара (1993), бас (1994 – 1997; 2000 – 2011) - Джеймс Руут – китара (1996 – 1997; 2001 – 2014) |

## „Stone Sour“ – Сингли
- 1. Get Inside
- 2. Orchids
- 3. Gold Reader
- 4. Blotter
- 5. Choose
- 6. Monolith
- 7. Inhale
- 8. Bother
- 9. Blue Study
- 10. Take a number
- 11. Idle Hands
- 12. Tumult
- 13. Omega

## „Come what (ever) may“ – Сингли
- 1. 30 – 30/150
- 2. Hell and consequences
- 3. Sillyworld
- 4. Made of scars
- 5. Reborn
- 6. Your God
- 7. Socio
- 8. 1st Person
- 9. Zzyzx Rd.
- 10. Come what (ever) may
- 11. Through Glass

## Дискография
До този момент групата е издала пет албума.
- Stone Sour – 2002 г.
- Come What(ever) May – 2006 г.
- Audio Secrecy – 2010 г.
- House of Gold & Bones – Part 1 – 2012 г.
- House of Gold & Bones – Part 2 – 2013 г.
- Hydrograd – 2017 г.